# Gropius House

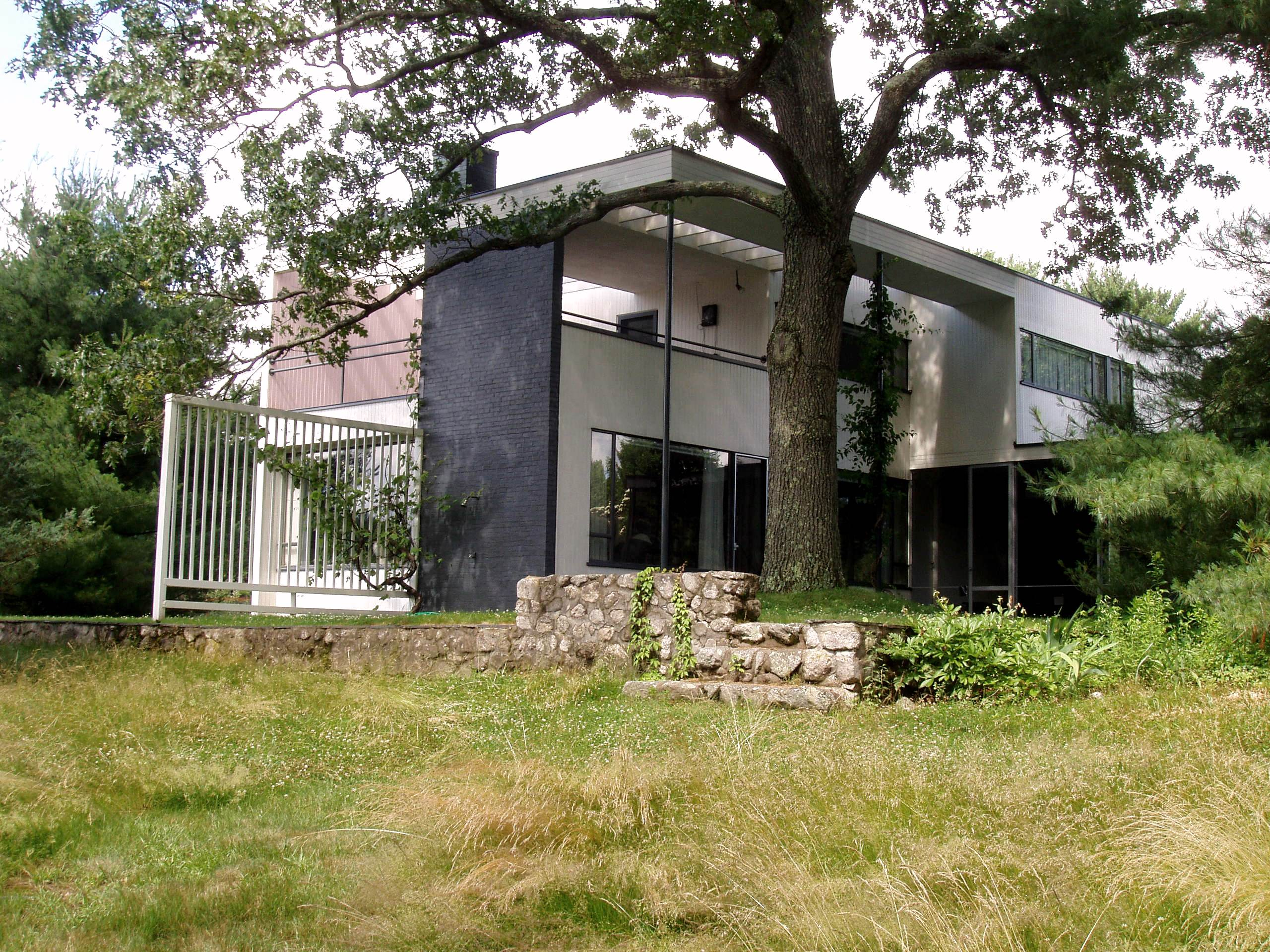
Gropius House, zadní pohled

Gropius House je bývalým domem architekta Waltra Gropia a jeho rodiny. Nachází se na 68 Baker Bridge Road ve městě Lincoln, ve státě Massachusetts v USA. Dnes ho vlastní organizace Historic New England a je přístupný veřejnosti. Je zapsán v katalogu moderní architektury mezinárodní organizace Iconic Houses, která sdružuje mimořádná díla světových architektů, architektonicky významné domy, domy umělců a ateliéry z 20. století přístupné veřejnosti jako domovní muzea.

## Historie domu
Walter Gropius byl zakladatelem Bauhausu a zároveň jeden z nejvlivnějších architektů 20. století. Jeho dům byl jeho prvním architektonickým počinem v USA. Navrhl jej v roce 1937, kdy přišel přednášet na Harvardovu univerzitu v oboru designu. Samotný dům byl poté postaven v roce 1938. Místo si Gropius vybral pro svoji dobrou dostupnost k Concord Academy, kterou navštěvovala jeho dcera Ati. Gropius s rodinou zde bydleli od roku 1938 do smrti architekta v roce 1969. Gropius měl svého mecenáše. James J. Storrow mu nabídl pozemek i kapitál na stavbu domu a s výsledkem byl tak spokojený, že dal postavit domy dalším čtyřem profesorem v téže lokalitě, z nichž dvěma Gropius pomáhal s návrhem.

## Popis domu

### Exteriér
Dům způsobil v odborných kruzích po svém dokončení senzaci. Přidržuje se filozofie Bauhausu, každý aspekt domu a jeho okolí byl navržen pro maximální efektivitu a jednoduchost konstrukce. Gropius pečlivě umístil dům na vrch svahu jako zakončení sadu s devadesáti jabloněmi. Při navrhování domu se nechal inspirovat tradiční architekturou Nové Anglie. Použil tradiční dřevěný obklad, přírodní kámen a konstrukční systém typický pro dřevěné domy kterých je v této oblasti většina. Jak na vše v rámci Bauhausu, i na tyto prvky se snažil najít nový úhel pohledu: například dřevěný obklad tradičně použitý v exteriéru s vodorovným rastrem umístil svisle ve vstupní hale domu.

### Interiér
Celý dům je navržen velmi účelně. Netradičně se stal modulem nábytek, který si rodina přivezla z Německa. Pokoje jsou ušity na míru postelím a skříním. Za vstupem do domu se nachází, do které ústí schodiště, WC, a nachází se zde i otevřený šatník. Jelikož v létě se uložené oblečení lišilo od zimního, Gropius tímto způsobem poukazoval na změnu ročního období i v interiéru. Za halou je průchozí pracovna s velkým oknem a sklobetonové stěny za zády. Z ní se lze dostat do obývacího pokoje: ten je prostorově spojen s jídelnou. Nad kulatým stolem je svítidlo, které kuželem světla přesně kopíruje jeho hranu. Přes chodbu se lze dostat do kuchyně. V celém domě jsou použity pouze tři atypické prvky. Jedním z nich je madlo schodiště, které vede k ložnici manželů, pokoji pro hosty, koupelně, pokoji Ati a na terasu. Na chodbě je malý výklenek, který sloužil jako pracovní koutek pro Gropiovu manželku, která ráda šila. Na terasu se dá dostat i exteriérovým točitým schodištěm.
Veškerý majetek rodiny je stále v domě, včetně nábytku a doplňků od Marcela Breuera a artefaktů vyrobených na workshopech Bauhausu. V domě je také mnoho uměleckých děl a darů od umělců, jako např. Josef Albers, Joan Miró, a Henry Moore.